# Долина (Воронежская область)
Долина — деревня в Терновском районе Воронежской области России. 
Входит в Терновское сельское поселение.

## География

### Улицы
- ул. Гагарина
- ул. Лесная
- ул. Пушкина
- ул. Садовая
- ул. Школьная

## Население
| 2010 |
| ---- |
| 126  |

## Инфраструктура
В деревне на улице Садовой находится сельское отделение почтовой связи.